# Ringer-Europameisterschaften 1974
Die Ringer-Europameisterschaften 1974 fanden im Juni im Palacio de Deportes im spanischen Madrid in beiden Stilarten statt.

## Griechisch-römisch

### Ergebnisse
| Klasse  | Gold                  | Silber             | Bronze               |
| ------- | --------------------- | ------------------ | -------------------- |
| -48 kg  | Constantin Alexandru  | Alexei Schumakow   | Antonio Quistelli    |
| -52 kg  | Petar Kirow           | Waleri Arutjunow   | Nicu Gângă           |
| -57 kg  | Farhat Mustafin       | Risto Björlin      | Ion Dulica           |
| -62 kg  | Anatoli Kawkajew      | Georgi Markow      | Ion Păun             |
| -68 kg  | Schamil Chisamutdinow | Andrzej Supron     | Heinz-Helmut Wehling |
| -74 kg  | Iwan Kolew            | Vítězslav Mácha    | Josif Berischwili    |
| -82 kg  | Anatoli Nasarenko     | Werner Schröter    | André Bouchoule      |
| -90 kg  | Waleri Resanzew       | Dieter Heuer       | Vasile Fodorpataki   |
| -100 kg | Kamen Lozanow Goranow | Nikolai Balboschin | Fredi Albrecht       |
| +100 kg | Schota Morschiladse   | Alexandar Tomow    | Roman Codreanu       |

### Medaillenspiegel (griechisch-römisch)
| Rang | Land                            | Gold | Silber | Bronze |
| ---- | ------------------------------- | ---- | ------ | ------ |
| 1    | Sowjetunion                     | 6    | 3      | 1      |
| 2    | Bulgarien                       | 3    | 2      | 0      |
| 3    | Rumänien                        | 1    | 0      | 5      |
| 4    | Deutsche Demokratische Republik | 0    | 1      | 2      |
| 5    | Polen                           | 0    | 1      | 0      |
|      | BR Deutschland                  | 0    | 1      | 0      |
|      | Tschechoslowakei                | 0    | 1      | 0      |
|      | Finnland                        | 0    | 1      | 0      |

## Freistil

### Ergebnisse
| Klasse  | Gold                 | Silber               | Bronze               |
| ------- | -------------------- | -------------------- | -------------------- |
| -48 kg  | Witali Toktschinakow | Mehmet Canbaz        | Tadeusz Kudelski     |
| -52 kg  | Ognjan Nikolow       | Telman Paschajew     | Władysław Stecyk     |
| -57 kg  | Pano Schelew         | Hans-Dieter Brüchert | Emil Müller          |
| -62 kg  | Dontscho Schekow     | Petre Coman          | Theodule Toulotte    |
| -68 kg  | Iwan Wasilew         | Mahmet Ibragimow     | Gerald Brauer        |
| -74 kg  | Ruslan Aschrualiew   | Adolf Seger          | Jantscho Pawlow      |
| -82 kg  | Wiktor Nowoschilow   | Benno Paulitz        | Vasile Iorga         |
| -90 kg  | Lewan Tediaschwili   | Pawel Kurczewski     | Horst Stottmeister   |
| -100 kg | Harald Büttner       | Iwan Jarygin         | Edward Zmudziejewski |
| +100 kg | Soslan Andiew        | Ladislau Șimon       | Heinz Eichelbaum     |

### Medaillenspiegel (Freistil)
| Rang | Land                            | Gold | Silber | Bronze |
| ---- | ------------------------------- | ---- | ------ | ------ |
| 1    | Sowjetunion                     | 5    | 3      | 0      |
| 2    | Bulgarien                       | 4    | 0      | 1      |
| 3    | Deutsche Demokratische Republik | 1    | 2      | 2      |
| 4    | Rumänien                        | 0    | 2      | 1      |
| 5    | Polen                           | 0    | 1      | 3      |
| 6    | BR Deutschland                  | 0    | 1      | 2      |